# Udo Gebhard Ferdinand von Alvensleben
Udo Gebhard Ferdinand von Alvensleben (Berlino, 14 marzo 1814 – Erxleben, 20 dicembre 1879) è stato uno storico tedesco.

## Biografia
Apparteneva ad una delle più antiche e nobile famiglie della Prussia, che vantava numerosi vescovi e cavalieri nel suo albero genealogico; padre di Udo, nome molto ricorrente tra la famiglia von Alvensleben, era il barone Eduard von Alvensleben, celebre politico prussiano, suoi cugini erano numerosi ufficiali dell'esercito, quali Constantin von Alvensleben e Gustav von Alvensleben.
Von Alvensleben studiò all'Accademia Militare di Havel, in Brandeburgo, dove ebbe tra i suoi precettori un suo zio, il conte Busso XVI von Alvensleben, mentre il celebre arcivescovo di Magonza, Wilhelm Emmanuel von Ketteler, fu suo tutore.
Udo, a differenza dei suoi cugini che intrapresero la via delle armi, dopo essere uscito dall'accademia come alfiere di un reggimento di cavalleria, visse la sua prima giovinezza nella casa di uno zio, Albrecht von Alvensleben, ministro delle finanze di Federico Guglielmo IV di Prussia, persona molto colta e intelligente, che fece mettere in contatto il giovane ufficiale con l'intellighenzia tedesca dell'epoca: in casa dello zio Udo conobbe Brentano, Otto Theodor von Manteuffel, Ludolf Camphausen, Wilhelm Schenck von Schweinburg e i due Grimm.
Sinceramente appassionato alla letteratura, lo zio Albrecht gli consigliò di intraprendere studi all'Università di Berlino, ma Udo si procurò anche incarichi di amministrazione in alcuni distretti attorno a Berlino.
Durante le Rivoluzioni del 1848 fu deputato per i liberali al Parlamento di Prussia, ma non prese parte attiva ai dibattiti. Grazie invece ad un archivista di Magdeburgo, George Adalbert von Mülverstedt, Udo intraprese una lunga ricerca storica durata quasi dieci anni sul passato e la genealogia della sua famiglia, discendente di un importante politico e riformatore luterano sassone che prese parte alla Confessione di Augusta, conte Joachim I von Alvensleben, e dal vescovo di Havelberg, Busso X von Alvensleben, che fu il primo a pubblicare le tesi di Niccolò Copernico; tutte queste importanti e curiose notizie furono rinvenute in un manoscritto chiamato Codex Diplomaticus Alvenslebianus, redatto dal conte Karl August I von Alvensleben nel 1695 come raccolta di notizie della sua antichissima famiglia. Merito di Udo fu quello di tradurre il codice, riscriverlo, correggerlo in alcuni punti, e pubblicarlo con lo stesso titolo datogli dall'avo. Pare però che il conte Karl August avesse a sua volta derivato il titolo da un trattato dello stesso Joachim I.
Inoltre Udo fu autore di numerosi trattati e saggi storici sulla Prussia, Meclemburgo, Pomerania e Sassonia, soffermandosi particolarmente sulla storia delle nobili famiglie dei luoghi. Fu inoltre uno dei massimi esponenti del Kulturkampf e amico personale di Bismarck.
Celebre fu la contesa d'eredità condotta insieme al fratello Oskar von Alvensleben contro il cugino Werner VIII von Alvensleben, che si risolse con il passaggio del grande patrimonio di famiglia ai discendenti del fratello di Werner, Gustav von Alvensleben.
Tra i numerosi figli di Udo si possono notare il conte de jure Albrecht von Alvensleben-Schönborn e il generale Ludolf Udo von Alvensleben.